# Voß
Vos, Voss oder Voß ist ein sächsischer Volksstamm, der sich zu einem Nachnamen entwickelte. Varianten dieses Namens sind in Deutschland überwiegend auf mundartliche Betonungen des Vokals oder des „s“ zurückzuführen. Der Vokal „o“ wurde gedehnt gesprochen. Daraus ergeben sich die Schreibweisen des Namens Vos, Vohs, Vois und Voes.  In südlich angrenzenden Sprachregionen Schreibweisen Foos, Foss, Foß, Vohs und westlich zum niederländischen Raum Vos und Vossen (Plural oder Vos+Sohn). Außerhalb des niedersächsischen und niederfränkischen Sprachraums muss Voss nicht unbedingt die Bedeutung „Fuchs“ haben, denn schon im angrenzenden Kölner Raum wird mit Fohs der Fuß gemeint und mit Fuss der Fuchs.
In mittelalterlichen Urkunden wird der Nachname oft nur Vos und in lateinischen Urkunden wurde der Tiername „Vos“ = „Fuchs“ mit Vulpes, Wilp oder „Vulpis“  geschrieben.

## Namensträger

### A
- Abraham Voß (1785–1847), deutscher Lehrer und Übersetzer
- Achim von Voß-Wolffradt (1837–1904), deutscher Rittergutsbesitzer und Politiker
- Ad(d)a von Voß (1884–1941), deutsche Gutsherrin und Schriftstellerin
- Adolf Voss (Verleger) (1810–1861), deutsch-österreichischer Verleger und Buchhändler
- Adolf Voss (1899–1972), deutscher Jurist
- Adolph von Voß (1788–1858), deutscher Verwaltungsjurist, Landrat und Politiker
- Al Voss (1946–2011), französischer Comiczeichner und Illustrator
- Albert Voß (1837–1906), deutscher Prähistoriker
- Albert von Voß (1853–1934), deutscher Generalmajor
- Albert Voß (Politiker) (1891–1947), deutscher Widerstandskämpfer, Gewerkschafter und Politiker (Zentrum, DDR-CDU)
- Albert Voß (Fußballspieler) (* 1951), deutscher Fußballtorwart
- Albrecht Voß (* 1990), deutscher Fotograf
- Alexander Voß (* 1960), deutscher Maler, Grafiker und Designer
- Alfred Voss (Funktionär) (1916–2013), deutscher Verbandsfunktionär
- Alfred Voß (* 1945), deutscher Energiewissenschaftler
- Andreas Voss (Schriftsteller) (1857–1924), deutscher Gartenbauschriftsteller
- Andreas Voss (Autor) (* 1963), deutscher Sachbuchautor
- Andreas Voss (Schauspieler) (* 1970), deutscher Schauspieler
- Andreas Voß (Psychologe) (* 1972), deutscher Psychologe und Hochschullehrer
- Andreas Voss (auch Andreas Voß), deutscher Musiker, Bassgitarrist bei Fink (Band)
- Andreas Voss (Musiker, 1978) (* 1978), deutscher Cellist
- Andreas Voss (Fußballspieler) (* 1979), deutscher Fußballspieler
- Anja Voss (* 1965), deutsche Erziehungs- und Sportwissenschaftlerin und Hochschullehrerin
- Anton Voß (1805–vor 1866), deutscher Bergbeamter und Politiker, MdL Sachsen
- Arthur Voß (1882–1940), deutscher Chemiker
- Arthur Voss (1886–1945), deutscher Geigenbauer
- August Voß (1883–1911), deutscher Monteur und Pilot
- Augusts Voss (1916–1994), lettisch-sowjetischer Politiker
- Aurel Voss (1845–1931), deutscher Mathematiker
- Axel Voss (* 1963), deutscher Politiker (CDU)

### B
- Bastienne Voss (* 1968), deutsche Schauspielerin, Sängerin und Autorin
- Beate Rux-Voss (* 1967), deutsche Organistin und Kirchenmusikerin
- Bernd Voß (* 1954), deutscher Politiker (Bündnis 90/Die Grünen)
- Bernd-Reiner Voß (1934–2021), deutscher Altphilologe
- Bernhard Voß (1892–1947), deutscher  SS-Brigadeführer  und Generalmajor der Waffen-SS
- Bruno Voß (* 1948), deutscher Wissenschaftler und Politiker
- Burkhard Voß (* 1963), deutscher Mediziner und Autor

### C
- Carl von Voß (1778–1856), deutscher Offizier, Maler und Reiseschriftsteller
- Carl Voss (Architekt) (Carl Heinrich Voss; 1850–1934), deutscher Architekt
- Carl Voß (Politiker) (1897–1969), deutscher Politiker (NSDAP), MdR
- Carl Voss (Eishockeyspieler) (1907–1994), US-amerikanischer Eishockeyspieler
- Carl Leopold Voss (1856–1921), deutscher Maler
- Charles Voss (eigentlich Karl Voss; 1815–1882), deutscher Pianist und Komponist
- Charlotte Voss (1911–1999), deutsche Malerin und Dozentin
- Carola Voß (* 1963), deutsche politische Beamtin
- Caspar Andreas von Voss (um 1600–1664), deutscher Geistlicher, Domherr in Hildesheim und Münster
- Cay Dietrich Voss (1910–1970), deutscher Fernsehmoderator
- Christel Voß (* 1942), deutsche Leichtathletin
- Christian Voß (Geistlicher) (1762–1832), deutscher Geistlicher
- Christian Voß (Volleyballspieler) (1963–2000), deutscher Volleyballspieler
- Christian Voß (Slawist) (* 1965), deutscher Slawist und Kulturwissenschaftler
- Christian Daniel Voß (1761–1821), deutscher Historiker und Rechtswissenschaftler
- Christian Friedrich Voß (1724–1795), deutscher Verleger
- Christian H. Voss (* 1980), deutscher Theaterregisseur
- Christiane Stang-Voß (* 1938), deutsche Biologin
- Christina Voß (* 1952), deutsche Handballspielerin
- Cläre Voss, deutsche Leichtathletin
- Claudia Bischofberger-Voss (* 1954), Schweizer Malerin, Plastikerin und Illustratorin
- Claudia Dörr-Voß (* 1959), deutsche Verwaltungsjuristin und Staatssekretärin
- Claus Voss (1929–2015), deutscher Arzt und Sanitätsoffizier
- Conrad Voss Bark (1913–2000), britischer Schriftsteller

### D
- Daniel Voß (* 1971), deutscher Wasserballspieler
- David Voss (* 1978), deutscher Filmregisseur und Drehbuchautor
- Dieter Voss (* 1959), deutscher Moderator, Nachrichtensprecher und Schauspieler
- Dirk Hermann Voss (* 1960), deutscher Jurist und Medienfachmann

### E
- Eberhard Voß (1929–2011), deutscher Historiker und Archivar
- Egon Voss (* 1938), deutscher Musikwissenschaftler
- Emanuel Voß (1873–1963), deutscher Sänger, Intendant und Theaterdirektor
- Erich Voß (General) (1891–1972), deutscher Generalmajor
- Erich von Voß (1895–1968), deutscher Schriftsteller
- Ernestine Voß (1756–1834), deutsche Schriftstellerin und Dichterin
- Ernst Voss (Philologe) (Ernst Carl Johann Heinrich Voss; 1860–1937), deutscher Philologe und Hochschullehrer
- Ernst Voss (Unternehmer) (1842–1920), deutscher Schiffsbaukonstrukteur
- Ernst Voß (1886–1936), deutscher Geistlicher und Bibelübersetzer
- Ernst-Heinrich Voß (1899–1943), deutscher Generalmajor
- Ernst Johann von Voß (1726–1793), deutscher Hofbeamter und Diplomat, siehe Johann Ernst von Voß
- Ernst Ludwig Voss (1880–1961), deutscher Diplomat und Rundfunkmanager
- Eugen Voss (1926–2021), Schweizer Pfarrer und Theologe

### F
- Ferdinand von Voß-Buch (1788–1871), preußischer General der Infanterie
- Florian Voß (* 1970), deutscher Schriftsteller
- Frank Voß (* 1962), deutscher Schauspieler, Theaterregisseur und Hörspielsprecher
- Franz von Voß (Politiker, 1777) (1777–1867), deutscher Politiker, Bürgermeister von Stendal
- Franz von Voß (Politiker, 1816) (1816–1907), deutscher Politiker, Oberbürgermeister von Halle
- Friedrich Voß (1872–1953), deutscher Ingenieur
- Friedrich Voß (Zoologe) (1877–1950), deutscher Zoologe
- Friedrich Voss (Komponist) (* 1930), deutscher Pianist und Komponist
- Friedrich Voss (Politiker) (1931–2012), deutscher Politiker (CDU)
- Friedrich Christoph Hieronymus von Voß (1724–1784), deutscher Hofbeamter, Diplomat und Dompropst zu Havelberg
- Friedrich Wilhelm Georg Voss (1892–1966), deutscher Fabrikant
- Frithjof Voss (1936–2004), deutscher Geograph, Hochschullehrer, Unternehmer und Stifter
- Fritz Voss, deutscher Haushaltsgerätefabrikant
- Fritz Voß (1921–2016), deutscher Philatelist

### G
- Gabriele Voss (* 1948), deutsche Dokumentarfilmerin
- Georg Voß (Kunsthistoriker) (1854–1932), deutscher Kunsthistoriker
- Georg Voss (Mediziner) (1872–1964), deutscher Psychiater und Neurologe
- Georg Voß (Verwaltungsbeamter), deutscher Verwaltungsbeamter
- Georg Voß (Manager) (1920–2004), deutscher Versicherungsmanager
- Gerald Voß (* 1956), deutscher Sportwissenschaftler und Leichtathletikfunktionär
- Gerd Voss (1907–1934), deutscher Rechtsanwalt und SA-Führer
- Gerd-Günter Voß (* 1950), deutscher Soziologe
- Gerhard Voß (Theologe) (1903–1993), deutscher Geistlicher und Kirchenhistoriker
- Gerhard Voß (Pastor) (1934–2025), deutscher Pastor
- Gerhard Voss (Mönch) (1935–2013), deutscher Benediktinermönch und Astrologe
- Gerhard Voss (Musiker) (* 1939), deutscher Geiger und Hochschullehrer
- Gert Voss (Peter Gert Voss; 1941–2014), deutscher Schauspieler
- Gisela Voß (1917–2005), deutsche Leichtathletin
- Gotthard Voß (* 1938), deutscher Architekt und Denkmalpfleger
- Grischka Voss (* 1969), deutsche Autorin, Kulturredakteurin und Theaterleiterin
- Gustav-Adolf Voss (1929–2013), deutscher Physiker

### H
- Hans Voß (Architekt) (1783–1849), deutscher Architekt
- Hans von Voss (1875–1966), deutscher Generalleutnant
- Hans Voss (Schriftsteller) (auch Hans Voß; 1888–1945), deutscher Schriftsteller
- Hans Voß (Admiral) (1894–1973), deutscher Admiral
- Hans Voß (Tiermediziner, 1899) (1899–1970), deutscher Veterinärmediziner und Zoodirektor
- Hans Voss (Kunsthistoriker) (1928–1980), deutscher Kunsthistoriker und Hochschullehrer
- Hans Voß (Schiedsrichter) (* 1928), deutscher Fußballschiedsrichter
- Hans Voß (Diplomat) (1931–2016), deutscher Diplomat
- Hans-Alexander von Voss (1907–1944), deutscher Widerstandskämpfer
- Hans D. Voss (Hans Dieter Voss; 1926–1980), deutscher Künstler
- Hans-Erich Voss (1897–1969), deutscher Vizeadmiral
- Hans-Georg Voß (* 1944), deutscher Psychologe und Autor
- Hans Hermann Voss (1926–2006), deutscher Unternehmer
- Hans-Jürgen Voß (1903–1990), deutscher Tierarzt und Hochschullehrer
- Hans Walter Voß (1928–2014), deutscher Hochschulrektor
- Harry Voß (* 1969), deutscher Schriftsteller
- Heinrich Voß (Domherr), deutscher Geistlicher, Domherr in Münster
- Heinrich Voß (Schauspieler) († 1804), deutscher Schauspieler
- Heinrich Voß (Philologe) (1779–1822), deutscher Philologe und Übersetzer
- Heinrich Voß (Unternehmer), deutscher Unternehmensgründer
- Heinrich Voß (Politiker) (1909–1982), deutscher Politiker (CDU)
- Heinz Voß (Schauspieler) (1922–2000), deutscher Schauspieler
- Heinz-Jürgen Voß (Mathematiker) (1938–2003), deutscher Mathematiker
- Heinz-Jürgen Voß (Sozialwissenschaftler) (* 1979), deutscher Sozialwissenschaftler und Biologe
- Heinz-Rüdiger Voß (1942–2022), deutscher Fußballspieler
- Helene Voß (1856–1926), deutsche Schauspielerin
- Helmut de Voss (1917–2000), deutscher Landwirt, Offizier und Verlagsbuchhändler
- Helmut Voss (* 1932), deutscher Schriftsteller
- Herbert Voß (* 1949), deutscher Ingenieur und Autor
- Hermann Voss (Jurist) (1878–1957), deutscher Rechtsanwalt und Verbandsfunktionär
- Hermann Voss (Kunsthistoriker) (1884–1969), deutscher Kunsthistoriker und Kurator
- Hermann Voß (1892–1934), deutscher Politiker (NSDAP)
- Hermann Voss (Mediziner) (1894–1987), deutscher Anatom
- Hermann Voss (Unternehmer), deutscher Unternehmer und Politiker
- Hermann Voss (Musiker) (* 1934), deutscher Bratschist
- Hermann Voss (Politiker) (* 1941), deutscher Politiker (REP)
- Holger Voss, deutscher Internetaktivist
- Hubertus Voß (1841–1914), deutscher Geistlicher, Bischof von Osnabrück
- Hugo Voss (1875–1968), deutscher Landvermesser
- Hugo Voß (1900–1984), deutscher Politiker (SPD)

### I
- Inga Voss-Werding (* 1986), belgische Politikerin
- Ingeborg Voss (1922–2015), deutsche Gebrauchsgrafikerin und Zeichnerin
- Ingo von Voß (* 1954), deutscher Diplomat

### J
- Jacob Voss († 1581), deutscher Geistlicher, Generalvikar in Münster
- James S. Voss (* 1949), US-amerikanischer Astronaut
- Jan Voss (Maler) (* 1936), deutscher Maler und Bildhauer
- Jan Voss (Maler, 1945) (* 1945), deutscher Maler und Collagist
- Jan Voß (Fußballspieler) (* 1963), deutscher Fußballspieler
- Jan Hendrik Voß, deutscher Poolbillardspieler
- Janice Elaine Voss (1956–2012), US-amerikanische Astronautin
- Jennifer Voss (* 1986), niederländische Fußballspielerin
- Jens-Peter Voss (* 1953), deutscher Diplomat
- Jeronimo Voss (* 1981), deutscher Künstler
- Joachim Adam von Voß (1710/1712–1772), preußischer Oberst
- Joachim Heinrich Voß (1764–1843), deutscher Gärtner
- Jochen Voß (* 1938), deutscher Jazzmusiker
- Johann Voß (Attentäter), deutscher Attentäter
- Johann Voß (Lyriker, 1951) (* 1951), deutscher Lyriker und Liedermacher
- Johann Ernst von Voß (1726–1793), deutscher Diplomat, Regierungspräsident und Hofbeamter
- Johann Heinrich Voß (1751–1826), deutscher Dichter und Übersetzer
- Johanna Voß (* 1957), deutsche Politikerin (Die Linke)
- Johannes Voß (vor 1385–1451), deutscher Rechtsgelehrter, Hochschullehrer und Ratssekretär
- Johannes Clauß Voß (auch John Voss; 1858–1922), deutsch-kanadischer Seefahrer
- John Voss (Manager) (1917–2008), US-amerikanischer Wissenschaftsmanager
- Josef Voß (1937–2009), deutscher Geistlicher, Weihbischof in Münster
- Josefine Voss (* 1990), deutsche Schauspielerin
- Julia Voss (* 1974), deutsche Kunstkritikerin, Wissenschaftshistorikerin und Journalistin
- Julian Voss-Andreae (* 1970), deutscher Bildhauer
- Julie von Voß (1766–1789), Ehefrau von Friedrich Wilhelm II.
- Julius von Voß (1768–1832), deutscher Schriftsteller
- Julius Voß (1876–nach 1920), deutscher Fabrikant
- Jürgen Voss (Chemiker) (* 1936), deutscher Chemiker
- Jürgen Voss (Historiker) (* 1939), deutscher Historiker
- Jürgen Voß (Boxer) (* 1941), deutscher Boxer
- Jutta Voss (* 1942), österreichische Theologin

### K
- Karin Voß (1923–2013), deutsche Politikerin (DVU)
- Karl von Voß (1726–1804), königlich preußischer Generalmajor
- Karl von Voss (1786–1864), deutscher Gutsbesitzer und Politiker
- Karl Voss, bekannt als Charles Voss (1815–1882), deutscher Komponist
- Karl Voss (Bildhauer) (1825–1896), deutscher Bildhauer
- Karl Voß (Pädagoge) (1907–1994), deutsch-luxemburgischer Pädagoge, Gymnasialdirektor und Publizist
- Karl Andreas Voß (1892–1977), deutscher Verlagsmanager
- Karl Friedrich von Voß (1733–1810), königlich preußischer Generalleutnant
- Karl Johann von Voss (1884–1938), deutsch-baltischer Journalist
- Karl-Ludwig Voss (1940–2018), deutscher evangelisch-lutherischer Theologe und Dekan
- Karola Voß (* 1963), deutsche Kommunalbeamtin und hauptamtliche Bürgermeisterin
- Katharina Voß (1967–2018), deutsche Theaterschauspielerin
- Kathrin Voss (* 1977), deutsche Fußballspielerin
- Kim Voss-Fels (* 1997), deutscher Handballspieler
- Klaas Voß (* 1982), deutscher Historiker, Autor und Hochschullehrer
- Klaus D. Voss (1950–2013), deutscher Journalist
- Klaus Ludwig Voss (1929–1982), deutscher Archäologe
- Konrad Voss (1928–2017), deutscher Mathematiker
- Kurt Voss (Maler) (1892–1967), deutscher Maler
- Kurt Voß (Journalist) (1896–1939), deutscher Journalist
- Kurt Voß (Fußballspieler) (1900–1978), deutscher Fußballspieler
- Kurt Voss (Regisseur) (* 1963), US-amerikanischer Regisseur, Drehbuchautor und Darsteller
- Kurt Ernst Nikolaus Voss (1897–1976), deutscher Unternehmer

### L
- Lea Zoë Voss (* 1996), deutsche Schauspielerin
- Leopold Voß (1793–1868), deutscher Buchhändler und Verleger
- Lieselotte Voß (* 2001), deutsche Schauspielerin
- Louis Voß (Unternehmer, 1830) (1830–1905), deutscher Papierwarenunternehmer, Gründer von Papiervoss
- Louis Voss (Unternehmer, II), deutscher Haushaltsgerätefabrikant und Genossenschafter
- Louis Voß (Politiker), deutscher Politiker (WP), MdL Mecklenburg-Schwerin
- Louis Voss (Musiker) (auch Luigi Voselli; 1902–1980), britischer Musiker, Dirigent und Komponist
- Ludwig von Voß (auch Ludwig von Voss; 1775–1835), deutscher Lazarett-Direktor und Stifter
- Ludwig Voß (Unternehmer) (1871–1938), deutscher Papierwarenunternehmer und Erfinder, siehe Papiervoss
- Ludwig Voß (Politiker), deutscher Politiker (DVP), MdL Mecklenburg-Schwerin
- Ludwig Voss (Maler) (1881–1965), deutscher Maler
- Ludwig Ernst von Voß (1734–1811), deutscher Generalleutnant

### M
- Manfred Voß (Schauspieler) (Manfred Voss; 1900–1942), deutscher Schauspieler
- Manfred Voss (Lichtdesigner, 1938) (1938–2020), deutscher Lichtdesigner mit Schwerpunkt Oper
- Manfred Voss (Lichtdesigner, 1961) (* 1961), deutscher Fotograf und Lichtdesigner mit Schwerpunkt TV
- Margit Voss (1931–2024), deutsche Filmkritikerin
- Marija Jewgenjewna Voss (1899–1955), russisch-sowjetische Prähistorikerin
- Marika Voß (* 1943), deutsche Malerin, Grafikerin und Plastikerin
- Markus Voß (* 1965), deutscher Unternehmer, Informatiker und Hochschullehrer
- Martha Voß-Zietz (1871–1961), deutsche Frauenrechtlerin
- Martin Voss (* 1972), deutscher Soziologe
- Martina Voss-Tecklenburg (* 1967), deutsche Fußballspielerin
- Max Voss (1863–1927), deutscher Baubeamter
- Maximilian von Voss (1849–1911), Gutsherr, Verwaltungsjurist
- Michael Voss (Maler) (* 1963), deutsch-brasilianischer Maler
- Michael Voss (Sänger), deutscher Sänger, Multiinstrumentalist und Musikproduzent
- Milda Voß (1894–1964), deutsch-baltische Widerstandskämpferin
- Mine Voss (* 1989), deutsche Schauspielerin

### N
- Niklas Voss (* 2000), österreichischer Zehnkämpfer
- Nikolaus Voss (* 1961), deutscher Politiker
- Nils Voss (1886–1969), norwegischer Turner
- Norbert Voß (1913–1993), deutscher Schriftsteller und Kulturamtsleiter

### O
- Oskar Voss (1907–1944), deutscher Widerstandskämpfer
- Otto von Voß (1755–1823), deutscher Staatsmann und Domdechant
- Otto Voss (Mediziner, 1869) (1869–1959), deutscher HNO-Arzt
- Otto Voss (Pianist) (1875–1946), amerikanisch-deutscher Konzertpianist, Klavierpädagoge und Komponist
- Otto Voß (Dichter)  (1879–1945), deutscher Lehrer und Dichter
- Otto Voss (Mediziner, 1902) (1902–1968), deutscher Neurochirurg
- Otto Voß (Politiker), deutscher Politiker (SPD, SED), MdL Mecklenburg-Vorpommern
- Otto Karl Philipp von Voß (1794–1836), preußischer Landrat und Domkapitular

### P
- Paul Voß (Politiker) (1873–1964), lutherischer Geistlicher und Politiker (DNVP)
- Paul Voss (Designer) (1894–1976), deutscher Designer
- Paul Voß (* 1986), deutscher Radrennfahrer
- Peter Voß (Schauspieler) (1891–1979), deutscher Schauspieler
- Peter Voß, Alternativname von Hermann Voß (1892–1934), deutscher SA-Führer und Politiker (NSDAP)
- Peter Voß (Journalist) (* 1941), deutscher Journalist
- Peter Voss-Andreae (* 1939), deutscher Rechtsanwalt, Regisseur, Filmproduzent und Grafiksammler
- Peter Gert Voss (1941–2014), deutscher Schauspieler, siehe Gert Voss

### R
- Rainer Voss (Jurist) (* 1941), deutscher Richter und Verbandsfunktionär
- Rainer Voß (Ökonom) (1946–2011), deutscher Ökonom und Hochschullehrer
- Rainer Voss (Bankmanager) (* 1959), deutscher Investmentbanker
- Raoul Voss (* 1983), deutscher Fußballspieler, -trainer und Unternehmer
- Raymond Voß (* 1952), deutscher Musiker
- Rebekka Voß (* 1977), deutsche Judaistin
- Reinhard Voß (Pädagoge) (* 1947), deutscher Pädagoge und Hochschullehrer
- Reinhard J. Voß (* 1949), deutscher Historiker und Autor
- Richard Voß (1851–1918), deutscher Schriftsteller
- Richard Voss (Musiker) (* 1956), deutscher Musiker, Musiklehrer und Autor
- Robert Voss (Schriftsteller) (1877–1940), deutscher Schriftsteller, Sagensammler und Genealoge
- Robert Voss (Grafiker) (* 1970), deutscher Grafiker und Illustrator
- Robert S. Voss (* 1954), US-amerikanischer Zoologe und Kurator
- Rödiger Voss (* 1969), deutsch-schweizerischer Hochschullehrer
- Rolf Voß (* 1960), deutscher Historiker, Archäologe und Museumsleiter
- Rüdiger von Voss (1939–2023), deutscher Jurist und Publizist
- Rudolf Voß (Leichtathlet) (1900–??), deutscher Leichtathlet
- Rudolf Voß (Zahnmediziner) (* 1926), deutscher Zahnmediziner, Hochschullehrer und Verbandsfunktionär
- Rudolf Voss (Germanist) (auch Rudolf Voß; * 1941), deutscher Germanist, Literaturwissenschaftler, Mediävist und Hochschullehrer
- Rudolf Voss (Schauspieler), deutscher Schauspieler
- Rupert Voß (* 1965), deutscher Sozialunternehmer

### S
- Samuel von Voss (1621–1674), deutscher Theologe
- Sarah Voss (* 1999), deutsche Kunstturnerin
- Siegfried Voß (1940–2011), deutscher Schauspieler
- Sonja Voß-Scharfenberg (* 1957), deutsche Schriftstellerin
- Sophie Marie von Voß (1729–1814), deutsche Hofdame und Oberhofmeisterin
- Stefan Voß (* 1961), deutscher Mathematiker, Ökonom und Hochschullehrer
- Steffen Voss (* 1969), deutscher Musikwissenschaftler
- Sven Voss (* 1976), deutscher Fernsehmoderator
- Sven-Hendrik Voß (* 1978), deutscher Elektroingenieur
- Sylvia Voß (* 1954), deutsche Politikerin (Bündnis 90/Die Grünen), MdB

### T
- Theobert Voss (1925–2023), deutscher Agrarwissenschaftler und Phytopathologe
- Theodor Voß (1884–1944), deutscher Geistlicher
- Thomas Voss (Soziologe) (* 1955), deutscher Soziologe
- Thomas Voss (Schauspieler) (* 1977), dänischer Schauspieler
- Thomas Voß (* 1958), deutscher Springreiter
- Tillie Voss (1897–1975), US-amerikanischer American-Football-Spieler
- Tina Voß (* 1969), deutsche Unternehmerin und Schriftstellerin
- Tobias Voss (* 1992), deutscher Boxer
- Torolf Voss (1877–1943), norwegischer Komponist und Dirigent
- Torsten Voss (* 1963), deutscher Leichtathlet und Bobsportler
- Torsten Voß (Beamter) (* 1964/1965), deutscher Verfassungsschutzbeamter

### U
- Ulrich Voß (1938–2024), deutscher Schauspieler
- Ulrike Voß (* 1967), deutsche Juristin
- Ursula Voß (* 1926), deutsche Schauspielerin
- Ursula Voss (1947–2014), deutsche Lektorin und Dramaturgin

### V
- Viktor Graf Voß (1868–1936), deutscher Tennisspieler
- Vincent Voss (* 1972), deutscher Schriftsteller

### W
- Walter Voß (Politiker, 1885) (1885–1972), deutscher Verwaltungsjurist und Politiker
- Walter Voss (Chemiker) (1899–1978), deutscher Chemiker
- Walter Voss (Bildhauer) (1900–1977), deutscher Bildhauer
- Walter Voss (Politiker, 1907) (1907–1983), deutscher Politiker (KPD/SED) und Gewerkschafter
- Walter Voss (Unternehmer) (1908–1968), deutscher Unternehmensgründer
- Walter Voss (Journalist) (1908–nach 1990), deutscher Journalist und Politiker (SPD/SED)
- Walter Voss (Politiker, 1909) (1909–1963), deutscher Politiker (SPD)
- Walter Clarence Voss, bekannt als Tillie Voss (1897–1975), US-amerikanischer American-Football-Spieler
- Waltraud Voss (* 1944), deutsche Mathematikerin und Wissenschaftshistorikerin
- Werner Voß (1897–1917), deutscher Jagdflieger
- Werner Voss (1941–2013), deutscher Radiomoderator
- Werner Voß (Sozialwissenschaftler) (* 1942), deutscher Sozialwissenschaftler
- Wilhelm Voß (Theologe) (um 1535–1598), deutscher Theologe
- Wilhelm von Voss (Landrat) (1784–1818), deutscher Verwaltungsbeamter
- Wilhelm Voss (Kupferstecher), Kupferstecher
- Wilhelm von Voss (General, 1819) (1819–1893), deutscher Generalleutnant
- Wilhelm Voss (Botaniker) (1849–1895), österreichischer Botaniker
- Wilhelm von Voss (General, 1849) (1849–1915), deutscher Generalleutnant
- Wilhelm Voss (Landwirt) (auch Wilhelm Voß; 1861–1945), deutscher Landwirt, Beamter und Politiker
- Wilhelm Voß (Politiker) (1879–1937), deutscher Politiker (SPD, USPD) und Gewerkschaftsfunktionär
- Wilhelm Voß (Widerstandskämpfer) (1881–1949), deutscher Gewerkschaftsfunktionär und Widerstandskämpfer
- Wilhelm Voß (Blindenpädagoge) (1882–1952), deutscher Blindenpädagoge
- Wilhelm Voß (Wehrwirtschaftsführer) (1896–1978), deutscher Wirtschaftsmanager
- Wilhelm Voß (General, 1907) (1907–1996), deutscher General
- Wilhelm Voss-Gerling (1914–1989), deutscher Heimatforscher
- Willi Voss (Maler) (1902–1973), deutscher Maler
- Willi Voss (* 1944), deutscher Drehbuchautor und Krimiautor, ehemaliger Neonazi
- Willy Voss (* 1952), deutscher Karateka und Kampfsporttrainer
- Wolfgang Voß (* 1949), deutscher Politiker (CDU)
- Wolfgard Voß (1926–2020), deutsche Turnerin
- Wulf Eckart Voß (* 1945), deutscher Jurist

## Adelsgeschlechter
Voss (auch Voß oder Vos) steht für folgende Adelsgeschlechter:
- Voß (mecklenburgisches Adelsgeschlecht), ein Uradelsgeschlecht aus Mecklenburg
- Voß (Adelsgeschlecht, Altmark), ein Uradelsgeschlecht aus der Altmark (Brandenburg)
- ein Adelsgeschlecht aus der Grafschaft Diepholz, siehe Voss (niedersächsische Adelsgeschlechter) #Geschichte der Voss aus Diepholz
- ein uradeliges Geschlecht aus dem Hochstift Osnabrück und dem Oldenburger Münsterland, siehe Voss (niedersächsische Adelsgeschlechter)
- Voss (Adelsgeschlecht, Grafschaft Mark), ein Adelsgeschlecht aus der westfälischen Grafschaft Mark
- Voss zu Enniger, ein Adelsgeschlecht aus dem östlichen Münsterland
- Voss (Stadtadel, Münster), Erbmännergeschlecht der Stadt Münster (Westfalen)
- Voss zu Schwarzenberg (Adelsgeschlecht)
- Voss von Lechenich (Adelsgeschlecht)
- Voss von Rüdesheim (Adelsgeschlecht)
- Voss van Holtum und Brunssum (Adelsgeschlecht), Uradel aus der Provinz Limburg, Niederlande
- Voss (Adelsgeschlecht, Stendal), ein 1786 in den preußischen Adelstand erhobenes Geschlecht
  - Franz von Voss
  - Maximilian von Voss
  - Wilhelm von Voß (Generalleutnant)
- Voß (Adelsgeschlecht, Duisburg), auch bekannt unter dem Namen Voss v. Sinderen ein 1789 in den Ritterstand  erhobenes Geschlecht
- Voß (Adelsgeschlecht, Lübeck), ein 1842 in den russischen Adelstand erhobenes Geschlecht
- Voß (Adelsgeschlecht, Stralsund), ein 1865 in den preußischen Adelstand erhobenes Geschlecht
- Voß (Adelsgeschlecht, Adoption), ein 1882 in den preußischen Adelstand erhobenes Geschlecht durch Adoption, siehe Voß, Mecklenburg
- Vos van Steenwijk, Uradel aus Vollenhoven, Niederlande
- Vos (Patriziat, Brüssel), 1772 Standeserhebung Baron des Heiligen Römischen Reichs für Jean Babtiste de Vos
- de Vos (Adelsgeschlecht), ein 1888 in den preußischen Adelstand erhobenes Geschlecht

## Fiktive Personen
Folgende fiktive Personen tragen den Namen Voss:
- Familie Voss in der Komedie-Serie Mama ist unmöglich
- Johann Ulrich Voss, in der deutschen Übersetzung Voß, Titelfigur des Romans Voss des australischen Literaturnobelpreisträgers Patrick White
- Rechtsanwalt Dr. Johannes Voss in der Krimi-Serie Ein Fall für zwei, gespielt von Mathias Herrmann
- KHK Richard Voss, Hauptfigur der Krimi-Serie Der Alte seit 2012, gespielt von Jan-Gregor Kremp
- Namensgebendes Ehepaar im deutschen dokumentarischen Filmdrama Der Fall Marianne Voss (2024).
- Samuel Voss in der Marvel Serie Agents of Shield (Staffel 5), gespielt von Michael McGrady

## Anmerkung
1. ↑  Voß oder Vos ist in der altsächsischen und mittelniederdeutschen Sprache sowie in der nieder- bzw. plattdeutschen und der niederländischen Sprache das Wort für Fuchs.